# Taylor Mays
Taylor Mays (Seattle, 7 febbraio 1988) è un giocatore di football americano statunitense che gioca nel ruolo di safety per gli Oakland Raiders della National Football League (NFL). Fu scelto nel corso del secondo giro (49º assoluto) del Draft NFL 2010 dai San Francisco 49ers. Al college ha giocato a football alla University of Southern California.

## Carriera

### San Francisco 49ers
Mays fu scelto dai San Francisco 49ers nel corso del secondo giro del Draft 2010.Dopo aver passato le prime tre gare della stagione negli special team, l'allenatore Mike Singletary sostituì l'allora strong safety titolare Michael Lewis in favore di Reggie Smith e Mays che si divisero il ruolo nella gara della settimana 4 negli Atlanta Falcons. Mays guidò la squadra con 11 tackle e segnò un touchdown con gli special team dopo un punt deviato. Mays dopo quella gara fu nominato strong safety titolare, ruolo che conservò per quattro partite. La sua stagione da rookie si concluse con 38 tackle e un fumble forzato disputando tutte le 16 partite, sei delle quali come titolare.

### Cincinnati Bengals
Il 22 agosto 2011, Mays fu scambiato coi Cincinnati Bengals per una scelta del settimo giro del Draft NFL 2013. Nella sua prima stagione nell'Ohio disputò 10 gare, nessuna come titolare, con soli dieci tackle. Nel 2012 Mays scese in campo di nuovo in tutte le 16 gare, 3 come titolare, con 22 tackle.

### Minnesota Vikings
Divenuto free agent, il 26 marzo 2014 venne ingaggiato dai Minnesota Vikings.
Il 14 marzo 2016, Mays fu sospeso per quattro partite per uso di sostanze dopanti.

## Statistiche
| Partite totali      | 66  |
| Partite da titolare | 10  |
| Tackle              | 98  |
| Sack                | 1,0 |
| Intercetti          | 0   |
| Fumble forzati      | 1   |
| Safety              | 1   |

Statistiche aggiornate alla stagione 2014